# Idioma aja
El aja (también adja, ajagbe o hwè) es una lengua nigerocongolesa hablada por el pueblo aja en Benín y Togo y por los hwes de Togo.
El aja es una lengua kwa, familia lingüística que forma parte de las lenguas Benué-Congo. Concretamente, según Ethnologue, forma parte del grupo lingüístico de las lenguas gbe.

## Distribución geográfica
Según Ethnologue hay 512 500 aja. Según Joshuaproject hay 679 000 hablantes de aja entre Togo y Benín. Sus áreas de distribución geográfica son:
- En Benín, su área natural la forman las comunas de Aplahoué, Djakotomey, Dogbo, Klouékanmè, Lalo y Toviklin en el departamento de Kouffo; Athiémé y Houéyogbé en el de Mono y Djidja y Agbangnizoun en el de Zou. También se habla en las ciudades multilingües del sur del país como Cotonú.
- En Togo, se habla en partes de las regiones del Altiplano y Marítima.

## Vocabulario
Pronombres y adjetivos posesivos
| danny | Sub          | ŋ, enyɛ     | mí, me | anyi | mi, mis           |
| è     | Tú           | eo, eɔ      | ti, te | ao   | tu, tus           |
| é     | Él, ella     | i, eyi, eyɛ | le     | yi   | su, sus           |
| mì    | Nosotros     | mì, mìwo    | nos    | mìwo | nuestro, nuestros |
| mí    | Vosotros     | mí, míwo    | os     | míwo | vuestro, vuestros |
| wo    | Ellos, ellas | wo, wowo    | les    | wowo | su, sus           |

Números
| 1  | eɖe/ɖeka         | 11 | wiɖeka                  | 21 | ewi vɔnɖeka                     | 31 | egban hoɖeka                  |
| 2  | eve/amɛve        | 12 | wive                    | 22 | ewi vɔnve                       | 32 | egban hove                    |
| 3  | etɔn/amɛtɔn      | 13 | witɔn                   | 23 | ewi vɔntɔn                      | 33 | egban hotɔn                   |
| 4  | enɛ/amɛnɛ        | 14 | winɛ                    | 24 | ewi vɔnnɛ                       | 34 | egban honɛ                    |
| 5  | atɔn/amatɔn      | 15 | wiatɔn                  | 25 | ewi vɔn-atɔn                    | 35 | egban hoatɔn                  |
| 6  | adɛn/amadɛn      | 16 | wiadɛn                  | 26 | ewi vɔn-adɛn                    | 36 | egban hoadɛn                  |
| 7  | adrɛ/amadrɛ      | 17 | wiadrɛ                  | 27 | ewi vɔn-adrɛ                    | 37 | egban hoadrɛ                  |
| 8  | enyi/amɛnyi      | 18 | winyi/vetolemiwɛ        | 28 | ewi vɔnnyi/vetolegbanmɛ         | 38 | egban honyi/vetolekamɛ        |
| 9  | nyiɖe/amashiɖekɛ | 19 | wiashiɖekɛ/ɖekatolemiwɛ | 29 | ewi vɔn-ashiɖekɛ/ɖekatolegbanmɛ | 39 | egban hoashiɖekɛ/ɖekatolekamɛ |
| 10 | ewo/amɛwo        | 20 | ewi                     | 30 | egban                           | 40 | eka                           |